# Hemileuca marcellaria
Hemileuca marcellaria är en fjärilsart som beskrevs av Max Wilhelm Karl Draudt 1930. Hemileuca marcellaria ingår i släktet Hemileuca och familjen påfågelsspinnare. Inga underarter finns listade i Catalogue of Life.